# 和谐5型内燃机车
HXN5型柴油机车是中国铁路的柴油机车车型之一，由中车戚墅堰机车有限公司及美国通用电气公司（GE）共同研制，该型机车是在通用电气公司为北美市场提供的“创新”系列柴油机车和AC6000CW型柴油机车基础上，根据中国铁路技术规范改进设计而成6000马力交流传动货运柴油机车，机车轴式Co-Co，轴重25吨，采用单司机室外走廊车架承载结构车体、“GEVO-16”电子喷射柴油机、IGBT牵引变流器、“CCA”微机控制系统等技术，可在平直线路上单机牵引5,000吨货运列车，最高运用速度为120公里。

## 发展历史

### 背景
自2003年刘志军出任中华人民共和国铁道部部长后，提出并实施铁路“跨越式发展”，以尽快缩小在铁路机车车辆装备上与国际先进水平的差距。2003年11月，中国铁道部与中国南车、北车集团及其重点企业共同制定了《加快铁路机车车辆装备现代化实施纲要》，并选择了6家机车制造企业作为引进先进技术和自主创新依托的主体。2004年1月，中国国务院常务会议通过了《中长期铁路网规划》；2004年4月，国务院常务会议研究通过的铁路机车车辆装备现代化实施方案明确指出，“加快我国铁路运输装备现代化，要按照引进先进技术、联合设计生产、打造中国品牌的总体要求，力争在较短时间内，使我国机车车辆生产能力达到世界先进水平”。根据国务院确立的上述方针，中国国家发改委与铁道部于2004年7月联合下达了《大功率交流传动电力机车技术引进与国产化实施方案》，正式开始了新型交流传动大功率机车的采购过程。

### 引进
2003年，中国南车集团戚墅堰机车车辆厂被中国铁道部列为铁路装备行业技术引进重点扶持的六强企业之一，在铁道部的协调下，戚墅堰机车车辆厂选定了美国通用电气公司（GE）作为合作伙伴，并进行广泛接触和交流，在从技术转让到人员培训等种种细节方面达成共识。2004年10月28日，中国技术进出口总公司《大功率交流传动内燃机车采购和技术引进项目》询价书正式发标。经过为时近两年的商业谈判后，6000马力大功率交流传动内燃机车采购和技术引进项目合同签约仪式于2005年11月1日在北京举行，中国铁道部与美国通用电气公司及戚墅堰机车车辆厂签订了内燃机车采购和技术引进项目合同，正式订购300台大功率柴油机车，合同总额达68亿元人民币（4.5亿美元），双方权益大致各占三个采购合同总金额的50％。  

### 研制

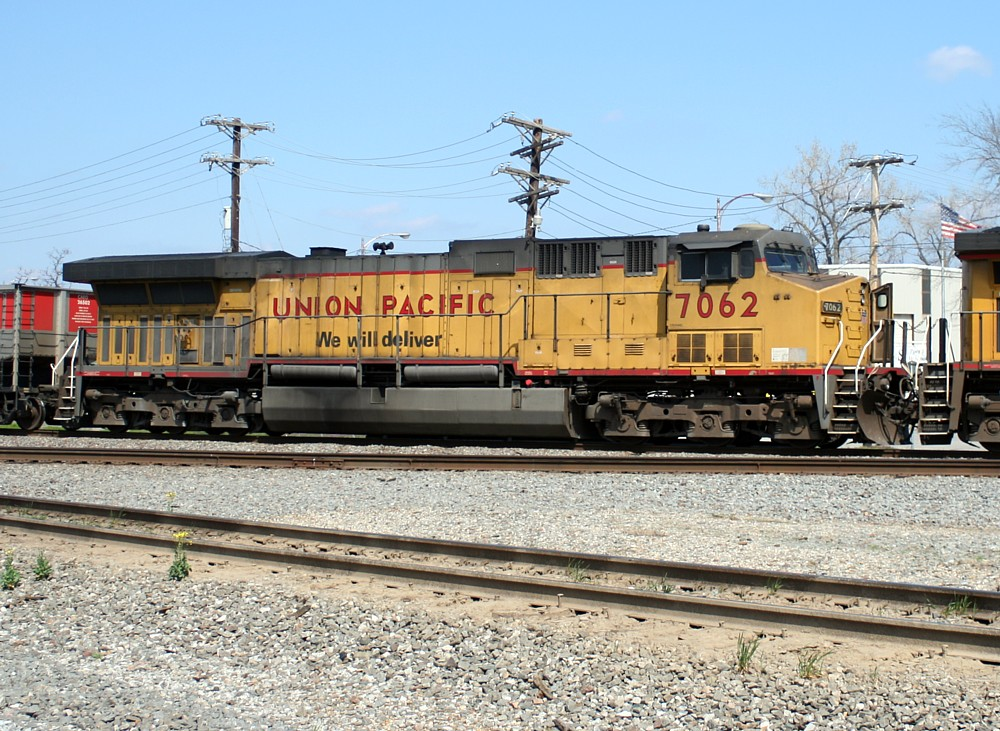
HXN5型的技术原型车——AC6000CW

采购和技术引进项目合同分别由技术转让、进口机车采购、散件进口国内组装机车采购和国内制造机车采购共4个合同组成。 按照合同规定，戚墅堰机车车辆厂与通用电气公司公司联合设计，通用电气公司并向戚机厂转让柴油机、转向架、轻量化车体、交流传动系统、和机车总成及试验等11项关键部件或系统的有关技术。首2台样车完全由通用电气公司在美国宾夕法尼亚州的伊利工厂制造、原装进口；第3至50台机车大部分部件由通用电气公司制造或提供、少部分部件由戚机厂制造，并由戚机厂完成总组装；其余的250台机车按照双方商定、分五个阶段的国产化计划，国产化率从第一阶段的30％，逐步提高到第五阶段的85％，每个阶段为50台机车，全部由戚机厂生产。 
通用电气公司对该型机车的代号为ES59ACi，其中“ES”代表通用电气的“创新”系列（Evolution Series）柴油机车产品、“59”代表机车功率为5900马力、“AC”代表交流传动系统，“i”为国际之意。经中国铁道部批准，新机车被定型为HXN5型，其中“HX”是“和谐”的汉语拼音首字母缩写、“N”代表内燃机车、“5”为戚墅堰机车车辆厂的生产厂商代号，通称为“和谐”5型内燃机车。HXN5型机车是在通用电气公司为北美市场提供的“创新”系列柴油机车和AC6000CW型柴油机车基础上，根据中国铁路技术规范改进设计而成6000马力交流传动货运柴油机车，机车轴式Co-Co，轴重25吨，采用单司机室外走廊车架承载结构车体、“GEVO-16”电子喷射柴油机、IGBT牵引变流器、“CCA”微机控制系统等技术，可在平直线路上单机牵引5,000吨货运列车，最高运用速度为120公里。
为满足与通用电气合作的技术要求，戚墅堰机车公司围绕柴油机零部件加工与组装试验、机车转向架制造、车体及钢结构室制造、机车组装试验、毛坯制造与热处理、在线检测等6大重点系统，投资近4亿元人民币进行重点技术改造，涉及设备近百项和工艺调整及工位器具。同时，为了完善零部件国产化进程和质量控制，围绕柴油机、转向架、轻量化车体和机车总成及试验等技术转让项目，于2006年6月起分批成立了28个课题攻关组对关键点和难点进行技术攻关。技术转让方面，株洲南车时代电气股份有限公司负责牵引变流器国产化项目，在首批300台HXN5型机车之中，有285台机车采用了国产化牵引变流器，首件制品已于2008年11月21日通过鉴定。而南车成都机车车辆有限公司承担了机车配套的交流牵引电动机、主辅发电机、散热器风扇电机和电阻栅制动风机的国产化任务，首套国产化电机产品于2009年3月17日试制成功。

### 试验
首2台由通用电气公司生产的HXN5型机车（0001、0002）于2008年5月落成，同年8月21日从美国启运，8月30日运抵中国天津港；机车随后被送往中国铁道科学研究院北京环形铁道试验基地，开始进行安全评估试验和综合性能试验。2008年11月25日，首台国产化机车（0003）在南车戚墅堰机车公司下线，时任中国铁道部副总工程师张曙光、中国南车集团总裁郑昌泓、常州市委书记范燕青等人出席了剪彩仪式。2008年12月，0001、0002号机车在哈尔滨铁路局管内投入试运行，并完成了滨洲线牵引试验和冬季性能试验。
2009年3月24日至4月9日，根据铁道部的安排，HXN5型0001号进口机车和0003号国产化机车在郑州铁路局管内的京广铁路郑州至安阳、太焦铁路新乡至晋城北间进行机车型式试验，对机车运行的安全性、舒适性和走行部主要部件的动应力与疲劳寿命进行评估。2009年5月7日，HXN5型机车通过中国铁道部的最终验收。2009年6月22日至7月31日，0003号机车赴新疆吐鲁番盆地鄯善地区进行机车夏季性能试验，试验内容主要包括起动加速试验、隧道试验、冷却性能试验以及机车功率试验。2009年8月，完成高温试验的0003号机车返回戚墅堰厂内进行整备后，前往铁科院进行后续的机车称重、最大起动牵引力等整车型式试验。

### 运用

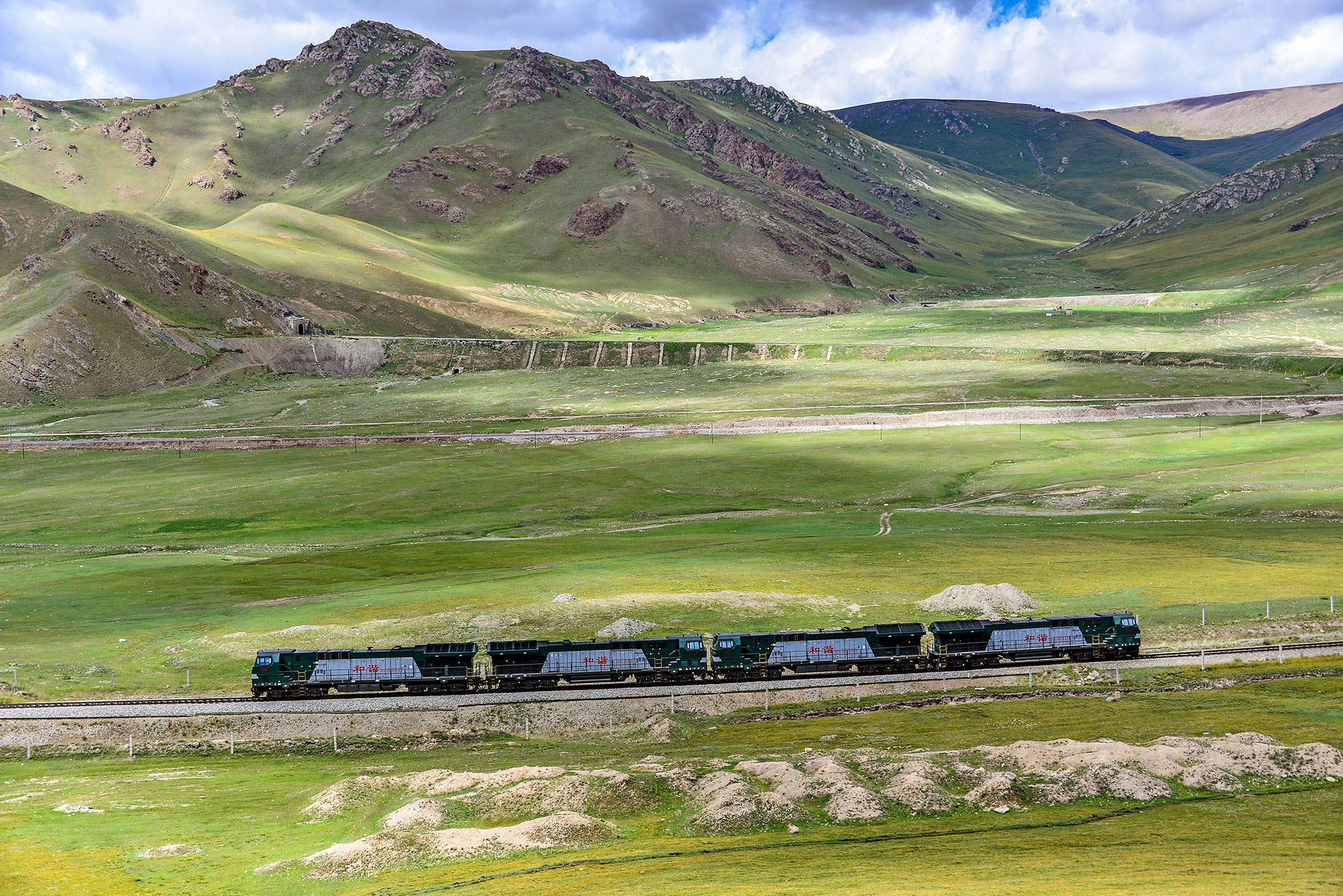
南疆铁路上四机重联的HXN5机车

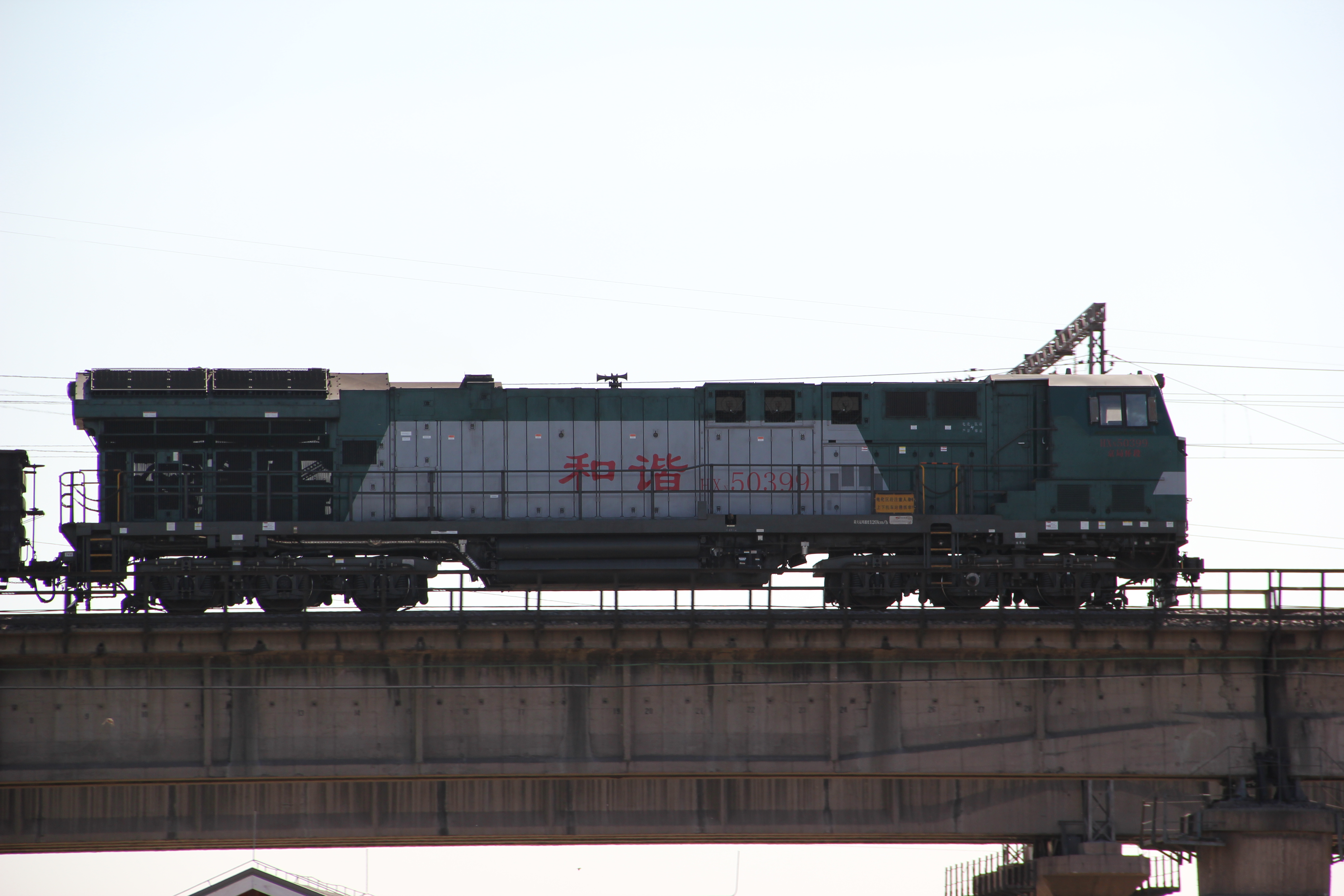
运行于京原线上的HXN5-0399号机车

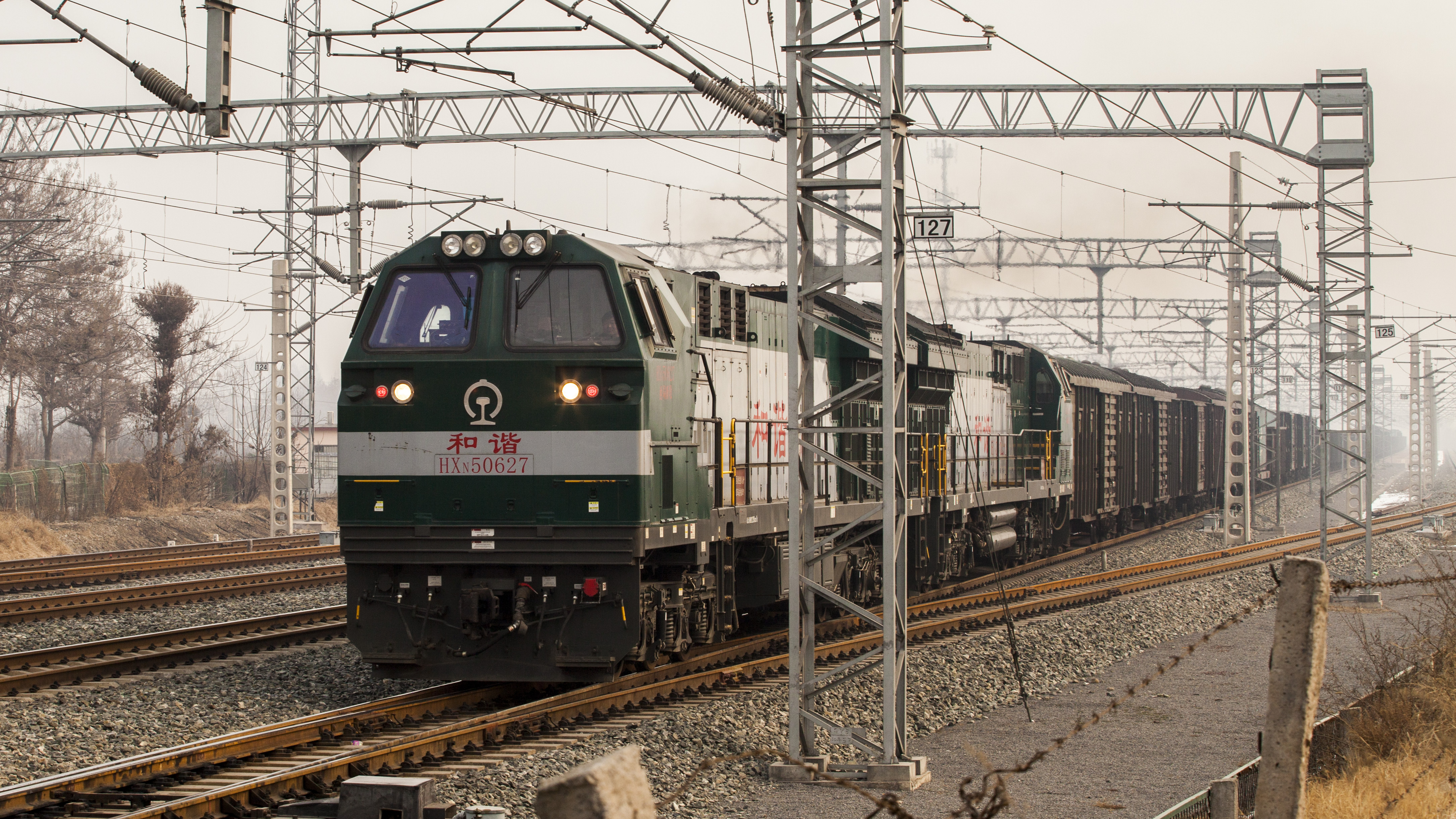
重联运行于侯西线上的HXN5-0627号机车

2009年5月初，HXN5型机车开始批量配属哈尔滨铁路局哈尔滨机务段；至2010年7月初，首批300台机车已经全部交付完毕，机车主要由齐齐哈尔机务段、哈尔滨机务段、牡丹江机务段、佳木斯机务段支配运用，担当滨洲铁路、滨绥铁路、绥佳铁路等线的货物列车牵引任务。HXN5型机车投入运用初期故障率较高，主要故障包括微机控制系统通讯中断、空气压缩机故障、总风缸管路冻结、牵引电动机通风机控制器故障、智能显示器故障、轮轮缘磨耗过快等问题。2019年3月12日，齐齐哈尔机务段满洲里运用车间出国班组由东风4B型内燃机车换型为HXN5型内燃机车，担当中俄边境满洲里至后贝加尔斯克间客货列车牵引任务。
2010年12月，HXN5型机车开始配属乌鲁木齐铁路局库尔勒机务段，投入到南疆铁路吐鲁番至鱼儿沟、库尔勒区段运用，货物列车牵引重量由以往的2200吨提高到2800吨。2011年1月12日，南车戚墅堰机车有限公司与中国铁道部签订第二笔300台HXN5型机车的购销合同，总值53.15亿元人民币。2011年9月起，沈阳铁路局吉林机务段开始换装HXN5型机车，由吉林机务段和梅河口机务段支配运用，投入沈吉铁路、四梅铁路、梅集铁路等线运用。2011年10月，北京铁路局怀柔北机务段也开始配属HXN5型机车，由丰台机务段支配运用，担当京原铁路丰台西至原平间的货物列车牵引任务，与太原铁路局太原机务段灵丘运用车间实行跨局轮乘。2012年9月，西安铁路局新丰镇机务段开始配属HXN5型机车共60台，投入侯西铁路运用，担当新丰镇、蒲城至韩城间的货物列车牵引任务。而由2017年10月起，吉林機務段的本型機車，亦開始牽引長春至德國的中歐班列。

### 改进
根据铁道部的要求，南车戚墅堰机车公司在首批HXN5型机车的基础上，开展了“HXN5型内燃机车双司机室及动力学性能优化研究”，并于2012年6月6日通过铁道部科技司会同运输局组织的设计方案评审。采用双司机室外走廊结构的HXN5型机车可以提高机车的实用性，降低机车的运营成本；同时并以轴箱拉杆式转向架取代原来的导框定位式转向架，以提高机车动力学性能，降低机车轮缘和踏面的磨耗。经过改进后的HXN5型双司机室机车，机车编号由2001起排序。首台HXN5型双司机室机车于2012年8月下线，已于2013年10月配属沈阳铁路局白城机务段。

### 配属
哈尔滨铁路局哈尔滨机务段（哈局哈段）
哈尔滨铁路局齐齐哈尔机务段（哈局齐段）
哈尔滨铁路局佳木斯机务段（哈局佳段）
乌鲁木齐铁路局库尔勒机务段（乌局库段）
北京铁路局怀柔北机务段（京局怀段）
北京铁路局丰台机务段（京局丰段）
沈阳铁路局吉林机务段（沈局吉段）
沈阳铁路局梅河口机务段（沈局梅段）
西安铁路局新丰镇机务段（西局新段）
上海铁路局合肥机务段（上局合段）
昆明铁路局昆明机务段（昆局昆段）
成都铁路局成都机务段（成局成段）
成都铁路局重庆机务段（成局重段）
南昌铁路局鹰潭机务段（南局鹰段）
南昌铁路局福州机务段（南局福段）
南昌铁路局向塘机务段（南局向段）

## 技术特点

### 总体结构

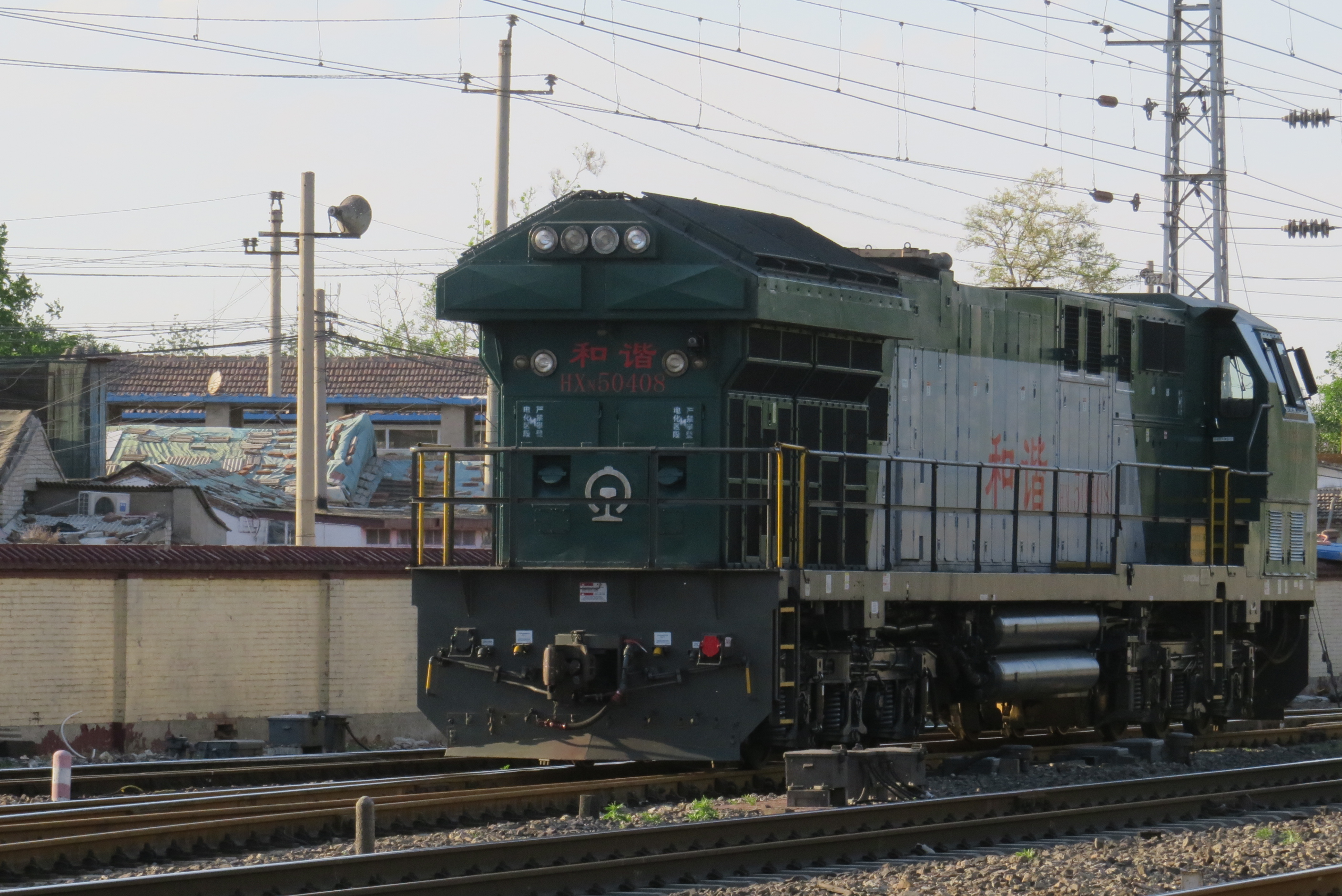
单司机室HXN5的后部（摄于丰台南信号）

HXN5型柴油机车采用高强度车架承载式结构车体，设有单端司机室、双侧外走廊；车体底架采用双箱形梁结构及整体承载式燃油箱，可用容量达到9000升。机车上部从前向后分为司机室、主变流器室、 发电机室、柴油机室及冷却室。司机室内部前后装有主、副两个操纵台，以便司机选择任意一个方向操纵机车，设有司机控制台、微机显示屏、电台等操纵设备，以及冰箱、微波炉、饮水机、厕所等司机生活设备；司机室地板下设有外接电源变压器、空气制动机和空调装置。主变流器室内装有牵引变流器、发电机励磁控制器、牵引电动机控制器等各种电器设备。发电机室内设有主发电机、辅助发电机及配套冷却风机组，上方装有三个卧式电阻制动模块。柴油机室位于车体中部，安装了一台柴油机，以及空气滤清器、膨胀水箱、燃油泵、机油热交换器、机油滤清器等辅助设备及各种管路。冷却室内安装了散热器、水箱、风扇等设备，并设有牵引电动机通风机和两台螺杆式空气压缩机。机车下部两台转向架之间设有蓄电池箱和主风缸。空气制动系统采用克诺尔公司的“CCB II”微机控制电空制动系统。机车并具有最多三台机车重联运用的功能，可通过27芯重联电缆和重联空气软管连接。

### 柴油机
机车装用一台GEVO-16型大功率低排放柴油机，为16气缸、四冲程、废气涡轮增压的V型中速柴油机；气缸直径为250毫米，活塞行程320毫米，气缸夹角为45°，额定转速为每分钟1050转，装车功率为4660千瓦（6250马力）。柴油机采用整体铸钢机体、全纤维锻造钢曲轴、高增压比废气涡轮增压器、电子控制直接燃油喷射、柴油机自动停启机（AESS）等先进技术，排放指标能够符合美国环保局二级（EPA Tier 2）排放标准。柴油机采用牵引逆变器变频启动，由蓄电池向其中一台牵引逆变器供电，使牵引发电机变为交流电动机运转，从而驱动柴油机启动。

### 传动系统
HXN5型机车的主传动系统主要由主发电机、主变流器、牵引电动机、电阻制动装置等组成。牵引状态时，柴油机直接驱动同步牵引发电机发出三相交流电供给主变流器，经由一个整流装置转换成中间直流环节，然后经由六台独立的牵引逆变器，将直流电转换成频率、电压可调节的三相交流电，分别向二台转向架上的六台三相异步牵引电动机独立轴控供电，通过传动齿轮驱动车轮。
HXN5型机车采用5GMG201E1型三相交流同步牵引辅助发电机，辅助发电机与主发电机安装在同一机壳内，采用一体化同轴双转子整合结构，主发电机输入功率为4400 kV，主、副发电机额定容量分别为4690、490 kVA，辅助发电机用于为主发电机励磁、各种设备的冷却风机、蓄电池充电器、辅助电机、电器等供电。牵引辅助发电机的整流装置为二极管整流器，额定输出直流电压为1400 V。
每台机车上装有六台17KG530E2型牵引逆变器，每台逆变器独立驱动一台额定功率为693 kW的5GEB32B1型鼠笼式三相异步牵引电动机，采用IGBT（2400V/2200A）为功率控制器件，控制策略为脉宽调制（PWM）及矢量控制，冷却方式为强迫风冷。

### 控制系统
HXN5型机车的运行控制系统采用由通用电气公司开发的“综合控制架构”（Consolidated Control Architecture，CCA）系统，与AC6000CW型柴油机车的控制系统大致相同。该系统以3台智能显示器作为机车的控制计算机，采用主频为166MHz的英特尔“奔腾MMX”微处理器，通过一个串联的ARCNET局域网通讯网络，控制机车上所有其他计算机和控制装置的运行，包括柴油机控制、牵引控制、制动控制、辅助电源控制、重联控制、粘着控制、故障诊断和检测等功能。网络传输介质为屏蔽双绞线，数据传输率为5Mbit/s。

### 转向架
机车走行部为两台完全相同的三轴转向架，其结构与NJ2型柴油机车所使用的转向架基本相同。转向架采用钢板焊接构架和无摇枕结构，轮对轴箱采用导框方式定位，车轮为整体式碾钢车轮。一系悬挂为轴箱两侧螺旋弹簧，配垂向油压减振器；二系悬挂为构架和车体之间的三点式橡胶钢板复合旁承，配横向油压减振器、抗蛇行减振器。牵引力和制动力通过中心牵引销传递。牵引电动机采用滚动轴承抱轴半悬挂安装方式，采用单侧斜齿轮传动方式驱动轮轴，牵引齿轮传动比为85:16。基础制动装置采用踏面制动单元装置，带有闸瓦间隙调整器；停放制动为弹簧式制动装置。

## 重大事故
- 2012年2月2日，配属沈阳铁路局吉林机务段的HXN5型0499号机车，担当长春北至营城电厂站间83653次煤炭列车。到达电厂站2道停车后，本务机车担当调车作业。由于调车人员电台故障，电厂站值班员呼叫83653次司机连挂，司机动车推进，将尾部车辆推下电厂站1道尽头翻车机库走行坑道内，全轮脱轨。构成铁路一般交通D类事故，但担当83653次列车的本务机车HXN5型0499号机车除轮对擦伤外车体并未出轨或损坏。
- 2014年7月23日，配属沈阳铁路局吉林机务段的HXN5型0586号机车（苏家屯机务段丹东运用车间司机值乘），担当苏家屯至丹东间43141次货物列车（该列车1-16位装载货物为煤，17-21位装载货物为汽油）经由沈丹铁路运行。凌晨2时25分，当列车运行至沈丹铁路祁家堡至草河口间122km267m有人看守道口处，一辆制动失灵的重型大货车撞断道口栏杆后强行抢越，43141次列车停车不及以72km/h的速度与其相撞。导致机车及机后1-14辆车辆颠覆，机后第15位车辆脱线，担当43141次列车学习司机头部受伤，事故中断沈丹线下行行车约9小时，构成铁路交通重大事故。事故后HXN5型0586号机车报废，残骸保存在苏家屯机务段。[18]目前机车残骸已经拆解。
- 2018年10月22日，配属沈阳铁路局吉林机务段的HXN5型0568号机车，担当棋盘至舒兰间46183次货物列车。计划出库后棋盘站二场6道挂头，因棋盘站值班员与现场列检人员沟通不当，机车进入二场6道走行挂头过程中脱轨器突然上线，0568号机车停车不及以12km/h速度轧过脱轨器，前台机车转向架全轮脱线。事故造成0568号机车前转向架走行部轻微受损，影响棋盘站二场5道和7道接车进路。事故后HXN5型0568号机车由吉林机务段自行修复后，恢复运行。
- 2023年9月14日，配属沈阳铁路局吉林机务段的HXN5型0579号机车，担当龙家堡至龙潭山间45501次货物列车经由长图铁路运行（逆向牵引）。凌晨0时57分，当列车运行至营城至土们岭站间67KM有人看守道口处，因道口看守人员疏忽，误认为列车已经过道口便提前打开了道口拉门，此时一辆满载大挂车从道口左侧突然上道，45501次列车立即实施紧急制动，但停车不及以65km/h速度与其相撞，0时58分停车越过撞击车辆288米，导致机车前端排障器、走台、车梯、后台转向架严重变形，前端重联插座、控制电路集成系统、空气压缩机等严重受损，被撞大挂车倒在线路左侧。事故中断长图铁路下行行车约5小时，构成铁路交通重大事故。事故后HXN5型0579号机车返回戚墅堰机车车辆厂修复后，恢复运行。
- 2023年12月18日，配属哈尔滨铁路局齐齐哈尔机务段的HXN5型0195号机车，担当牙林铁路汇流河站调车作业，计划汇流河站4道挂66辆去牵出线（逆向牵引）。15时13分列车进入牵出线后司机未及时控速，瞭望不及时，发现离前方线路中断土挡过近时使用紧急制动，但停车不及以15km/h速度撞上土挡，HXN5型0195号机车全车脱线，前排障器、转向架严重变形，构成铁路交通D2类事故。事故后HXN5型0195号机车被拖回哈尔滨大功率机车检修段修复后，恢复运行。

## 机车命名
2011年9月23日至2018年5月1日間，哈尔滨铁路局齐齐哈尔机务段的HXN5型0001号机车被命名为“黄继光号”。“黄继光号”机车自1956年诞生以来，先后经历了解放型1008号蒸汽机车、建设型5743号蒸汽机车、前进型1820号蒸汽机车、东风4B型1220号内燃机车、东风8B型0177号内燃机车5次换型，直到2018年5月1日起再換型為HXD3CA-8161機車。
| 机车编号  | 名称       | 配属                                     | 备注                                   |
| --------- | ---------- | ---------------------------------------- | -------------------------------------- |
| HXN5-0001 | 黄继光号   | 哈尔滨铁路局哈尔滨机务段，齐齐哈尔机务段 | 车侧身有敢打硬拼，勇往直前。（已摘牌） |
| HXN5-0127 | 青年文明号 | 哈尔滨铁路局哈尔滨机务段                 | 前身为哈局哈段df4-5167。               |

## 参看
- 和谐5B型内燃机车
- 和谐3型内燃机车
- NJ2型柴油机车
- 东风8CJ型柴油机车